# Кубратова младеж
Кубра́това младе́ж (болг. Кубратова младеж) — национал-социалистическая молодёжная организация со штаб-квартирой в Софии и филиалами в различных городах Республики Болгарии и Северной Македонии.
Формально организация независима, но на практике входит в круг организаций, связанных с Болгарским национальным союзом — НД. В их число входят Национальный союз женщин «ПАГАНЕ», Болгарский институт национальной безопасности, Союз болгар «НАЦИОНАЛЬНОЕ ЕДИНЕНИЕ», а также издательство «Факел».
Ее основали в 2015 году члены БНС-НД, решившие создать молодежную организацию, которая собрала бы в своих рядах «самую патриотичную и радикальную болгарскую молодежь».
Организация утверждает, что выступает против ценностей либеральной демократии и заявляет о запрете политических партий. Заявляет о намерении радикально изменить нынешнюю политическую систему Болгарии и заменить партийный парламент Национальным собранием, состоящим из представителей, избираемых по сословному принципу.
Руководящими принципами заявлены единство, дисциплина и дух товарищества. В организации отсутствует внутренняя демократия, и, несмотря на наличие предварительного согласия, решения в конечном итоге принимаются авторитарно руководителями различных уровней. Дисциплина следует военному порядку, а малейшие отклонения караются наказанием и отстранением.
Символы организации — молот и меч, символизирующие концепцию социального общества в национальном государстве, описанную в учении «Труд и оборона», голова волка как одного из тотемных животных протоболгар и число 14.
Организация отмечает различные события из истории Болгарии и организует многочисленные мероприятия в честь национальных героев. Участвует в антиправительственных протестах. Организует спортивные мероприятия и благотворительные акции.

## Идеология
Члены организации называют себя национал-социалистами. Идеология, которую они исповедуют, называется кубратизмом. Это смесь националистического мировоззрения, социалистических представлений о справедливости и перераспределении материальных благ, исторического реваншизма, расизма и авторитаризма. Согласно кубратистам, Болгария находится в т. н. «скрытой войне», целью которой является уничтожение болгарского народа и захват его территории.
Кубратова младеж имеет антиевропейские взгляды и по этой причине выступает против членства Болгарии в Европейском Союзе. Вместо этого они отстаивают идею Европы наций.
В качестве своих идейных врагов кубратисты ставили на первое место либералов, а затем коммунистические и анархистские организации, из-за проповедуемых ими интернационализма, классового разделения, антигосударственности и расового равноправия.
Организация выступает против меньшинств и мигрантов, которых определяют как тунеядцев, совершающих преступления и живущих на пособия.